# Stefan Koc
Stefan Koc pseud. Stefan, Wojtek (ur. 25 lipca 1909 w Warszawie, zm. 22 listopada 1961 tamże) – działacz komunistyczny i związkowy, uczestnik II wojny światowej, oficer aparatu bezpieczeństwa PRL.

## Życiorys

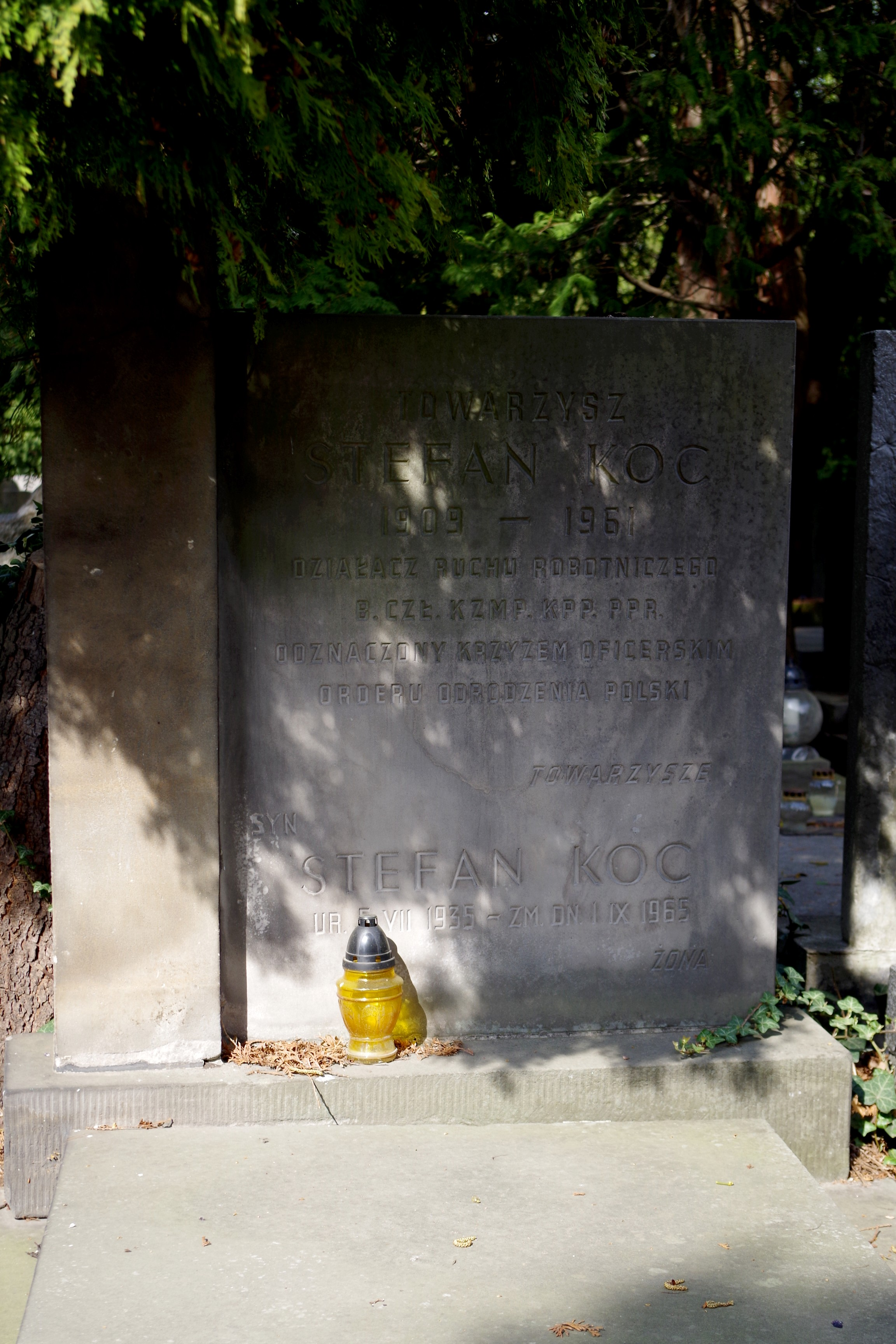
Grób Stefana Koca na Cmentarzu Wojskowym na Powązkach w Warszawie

Był synem Piotra. Skończył 6 klas szkoły powszechnej, później był gońcem w banku, następnie robotnikiem. W 1927 wstąpił do Związku Młodzieży Komunistycznej (ZMK); od 1930: Komunistyczny Związek Młodzieży Polskiej (KZMP). Od 1928 członek Komitetu Dzielnicowego (KD) ZMK na Pradze, od 1929 członek Komitetu Warszawskiego ZMK. 1930–1931 przebywał w Moskwie na rocznym kursie w Międzynarodowej Szkole Leninowskiej. Po powrocie odbył służbę wojskową w 1 pp Leg. w Wilnie. Od 1933 do wybuchu wojny w 1939 był brukarzem w I Oddziale Inżynieryjnym służb miejskich. Działacz Związku Zawodowego Brukarzy i Pokrewnych Zawodów w Polsce, delegat związku. Od 1935 członek Centralnego Związku Zawodowego Robotników Przemysłu Budowlanego, Drzewnego, Ceramicznego i Pokrewnych Zawodów w Polsce, 1936–1938 skarbnik Zarządu Oddziału Brukarzy. Zmobilizowany we wrześniu 1939, wzięty do niewoli niemieckiej, z której powrócił w styczniu 1941. Od 1943 współpracował z PPR, od listopada 1944 członek Egzekutywy Komitetu Powiatowego (KP) PPR w Mińsku Mazowieckim, 1 grudnia 1944 został szefem PUBP w tym mieście. Od kwietnia 1945 do stycznia 1945 szef PUBP w Ostrołęce. 1947–1949 zastępca naczelnika Wydziału III WUBP w Warszawie, 1949–1953 naczelnik Wydziału Więzień i Więziennictwa w tym urzędzie, od 1953 pracownik centrali MBP, m.in. kierownik sekcji ochrony przeciwpożarowej. W MSW od 1955 był naczelnikiem Wydziału Ogólnego Centralnego Zarządu Zaopatrzenia. W 1959 przeszedł na emeryturę.
Jako szef PUBP w Ostrołęce był znany z wyjątkowej bezwzględności i aktywności w zwalczaniu zbrojnego podziemia niepodległościowego i organizowania morderstw na przedstawicielach środowisk niepodległościowych; sam też brał udział w tych morderstwach. Jego działalność, bardzo wysoko oceniana przez przełożonych, w znacznym stopniu przyczyniła się do rozbicia konspiracji WiN i NZW w powiecie ostrołęckim. Kierował również pacyfikacjami wsi, m.in. 22 kwietnia 1946 kierował pacyfikacją Gruceli, podczas której ostrzelano wieś i spalono 5 gospodarstw. Komentując wyniki referendum z 30 czerwca 1946, w którym najniższe poparcie dla programu komunistów w skali całego województwa warszawskiego odnotowano w powiecie ostrołęckim, Stefan Koc stwierdził, że Amerykanie powinni zrzucić bombę atomową na Ostrołękę zamiast na wyspę.
Pochowany na wojskowych Powązkach (kwatera B2-14-20).

## Odznaczenia
Był odznaczony m.in. 
- Krzyżem Oficerskim Orderu Odrodzenia Polski,
- Orderem Krzyża Grunwaldu III klasy i
- Krzyżem Walecznych.